# Атруш (месторождение)
Атруш (англ. Atrush) — нефтяное месторождение вблизи города Дахук в Ираке (нефтегазоносный бассейн Персидского залива). Открыто в апреле 2011 года. Основной компанией-оператором добычи является Национальная Энергетическая Компания Абу-Даби (TAQA). Введено в эксплуатацию в июле 2017. За два первых года эксплуатации добыто 17 миллионов баррелей нефти.
Нефтеносность связана с отложениями мелового и юрского возраста. Плотность нефти составляет 26,5° API.